# Demokratický svaz Slováků a Čechů v Rumunsku
Demokratický svaz Slováků a Čechů v Rumunsku, rumunsky: Uniunea Democratica a Slovacilor si Cehilor din Romania (UDSCR), slovensky: Demokratický zväz Slovákov a Čechov v Rumunsku (DZSČR), je menšinová politická strana a kulturní spolek příslušníků české a slovenské národnostní menšiny na území dnešního Rumunska.

## Spolek
Svaz byl založen 4. ledna 1990 ve městě Nădlac v župě Arad u maďarských hranic. Členem DZSČR se může stát občan Rumunska starší 14 let a hlásící se k slovenské nebo české národnosti.

### Poslání
- zachovávat a rozvíjet národní kulturní svébytnost Čechů a Slováků v Rumunsku;
- reprezentovat tyto národnosti;
- obhajovat a zasazovat se o demokratické práva a svobody;
- vystupovat politicky v době voleb komunálních, župních a parlamentních;
- vystupovat i politicky v rumunské parlamentu prostřednictvím zvoleného poslance;
- organizovat kulturní, společenské a vydavatelské aktivity prostřednictvím dotací získaných od státu, sponzorů a dalších zdrojů;[2]

### Představitelé
- 1990 – 1994 : Ondrej Ján Štefanko
- 1994 – 1998 : Ondrej Zetocha
- 1998 – 2002 : Peter Kubaľák
- 2002 – 2006 : Ondrej Ján Štefanko
- 2006 – : Adrian Miroslav Merka

## Výsledky voleb
| Volby | Sněmovna | Sněmovna | Sněmovna | Senát | Senát | Senát   |
| Volby | Hlasy    | %        | Mandáty  | Hlasy | %     | Mandáty |
| ----- | -------- | -------- | -------- | ----- | ----- | ------- |
| 1990  | 4,584    | 0.03     | 1        | –     | –     | –       |
| 1992  | 4,708    | 0.04     | 1        |       |       |         |
| 1996  | 6,531    | 0.05     | 1        | –     | –     | –       |
| 2000  | 5,686    | 0.05     | 1        | –     | –     | –       |
| 2004  | 5,950    | 0.05     | 1        | –     | –     | –       |
| 2008  | 15,373   | 0.22     | 1        | –     | –     | –       |
| 2012  | 8,677    | 0.12     | 1        | –     | –     | –       |
| 2016  | 6,545    | 0.09     | 1        | –     | –     | –       |